# 샬롬 할로
샬롬 할로(Shalom Harlow, 1973년 12월 5일 ~ )는 캐나다의 배우, 모델이다.

## 출연 작품
- 게임 6 (2005)
- 멜린다 앤 멜린다 (2004)
- 아이 러브 유어 워크 (2003)
- 10일 안에 남자 친구에게 차이는 법 (2003)
- 해피 히어 앤 나우 (2002)
- 집행자 (2002)
- 케이트 앤 레오폴드 (2001)
- 헤드 오버 힐스 (2001)
- 바닐라 스카이 (2001)
- 인 앤 아웃 (1997)
- 언지프 (1995)